# Bloomingdale (Indiana)
Bloomingdale és una població dels Estats Units a l'estat d'Indiana. Segons el cens del 2000 tenia 319 habitants.

## Demografia
Segons el cens del 2000, Bloomingdale tenia 319 habitants, 135 habitatges, i 88 famílies. La densitat de població era de 216,1 habitants per km².
Dels 135 habitatges en un 27,4% hi vivien nens de menys de 18 anys, en un 54,1% hi vivien parelles casades, en un 8,1% dones solteres, i en un 34,8% no eren unitats familiars. En el 31,1% dels habitatges hi vivien persones soles el 16,3% de les quals corresponia a persones de 65 anys o més que vivien soles. El nombre mitjà de persones vivint en cada habitatge era de 2,36 i el nombre mitjà de persones que vivien en cada família era de 2,99.
Per edats la població es repartia de la següent manera: un 25,4% tenia menys de 18 anys, un 6,9% entre 18 i 24, un 29,5% entre 25 i 44, un 24,1% de 45 a 60 i un 14,1% 65 anys o més.
L'edat mediana era de 38 anys. Per cada 100 dones de 18 o més anys hi havia 85,9 homes.
La renda mediana per habitatge era de 36.500 $ i la renda mediana per família de 46.071 $. Els homes tenien una renda mediana de 27.308 $ mentre que les dones 20.417 $. La renda per capita de la població era de 17.928 $. Entorn del 2,2% de les famílies i el 2% de la població estaven per davall del llindar de pobresa.

## Poblacions més properes
El següent diagrama mostra les poblacions més properes.